# Никола Стојановић (адвокат)
Никола М. Стојановић (Мостар, 3. март 1880 — Београд, 1964) био је адвокат, публициста, члан Централног националног комитета Краљевине Југославије, оснивач Југословенског одбора у Паризу.

## Биографија
Своје школовање је завршио у Београду, а правне науке и докторат у Бечу. Написао је текст „Срби и Хрвати“ 1902. године. После великих протеста у Загребу те године био је приморан да се врати из Аустрије и посвети се новинарском послу. Био је уредник опозиционог листа „Народ“ који је у почетку излазио у Мостару.
У време анексије Босне и Херцеговине 1908. био је у Цириху и тамо објавио књигу на немачком језику под насловом „Аутономија Босне и Херцеговине“.
Од 1910. био је посланик у Босанско-херцеговачком сабору, да би пред почетак Првог светског рата напустио земљу и отишао се у Париз где је агитовао на уједињавању свих југословенских политичара, па је 1915. био један од оснивача Југословенског одбора са још неколицином присталица.
За време рада Мировне конференције у Версају 1919. учествовао је у делегацији СХС као експерт за питање Босне и Херцеговине.
Од 1920. до почетка новог рата посветио се адвокатском занимању, а по формирању Српског културног клуба 1937. у Београду приступио је удружењу као почасни члан.
Именован је 1. априла 1941. године за бана Врбаске бановине по указу југословенског краља Петра II.
За време Априлског рата налазио се у Београду са осталим припадницима клуба. Већ у лето почео је да ради у београдској организацији Драже Михаиловића, а званично је ушао у састав Централног националног комитета у августу 1943.
Радио је на уређивању листа „За слободу и демократију“, а био је такође и уредник једног броја листова које је у илегали штампала омладина Равногорског покрета (ЈУРАО). За време окупације два пута је хапшен и затваран у логору на Бањици.
У мају 1943. Немци га интернирају у Француску, где је дочекао крај рата.
После рата се враћа у земљу и пријављује новим властима које су га одмах затвориле и судиле на затворску казну због политичког деловања, да би ту казну после једне године робије, заменили за ослобађајућу, али су му одузели грађанска права у трајању од 10 година, тако да више није могао политички да делује.
У Београду је проводио своје постзатворске дане, живећи код својих рођака, јер му је кућа била конфискована. Тада је покушао да заврши своју пре рата започету књигу „Младост једног покољења“ али није успео.
Умро је у Београду 1964. године, а књига му није објављена.